# Brangkal (Wedi)
Brangkal is een bestuurslaag in het regentschap Klaten van de provincie Midden-Java, Indonesië. Brangkal telt 2681 inwoners (volkstelling 2010).